# Ghelemenovo, Pazardjik
Ghelemenovo (în bulgară Гелеменово) este un sat în comuna Pazardjik, regiunea Pazardjik,  Bulgaria. 

## Demografie
Componența etnică a satului Ghelemenovo
     Romi (30,21%)
     Bulgari (68,05%)
     Nicio identificare (1,72%)
     Altele (0,86%)
La recensământul din 2011, populația satului Ghelemenovo era de 695 locuitori. Din punct de vedere etnic, majoritatea locuitorilor (68,05%) erau bulgari, cu o minoritate de romi (30,21%). Pentru 1,72% din locuitori nu este cunoscută apartenența etnică.